# والتر دونالد دوغلاس
والتر دونالد دوغلاس (بالإنجليزية: Walter Donald Douglas)‏ هو رائد أعمال أمريكي، ولد في 21 أبريل 1861 في واترلو في الولايات المتحدة، وتوفي في 15 أبريل 1912 في المحيط الأطلسي الشمالي.